# Sciuro-hypnum majusculum
Sciuro-hypnum majusculum là một loài Rêu trong họ Brachytheciaceae. Loài này được (M.E. Newton) Ignatov & Huttunen mô tả khoa học đầu tiên năm 2002.